# Batallón de Inteligencia 601
El Batallón de Inteligencia 601 (B Icia 601) fue una unidad de inteligencia del Ejército Argentino dependiente del Estado Mayor General. Creado en el año 1968, cobró gran importancia entre 1975 y 1976 con el incremento del terrorismo de Estado en la Argentina. Fue el órgano ejecutor de la Jefatura II-Inteligencia del Estado Mayor General del Ejército (J II Icia-EMGE) y agente del Plan Cóndor.

## Historia

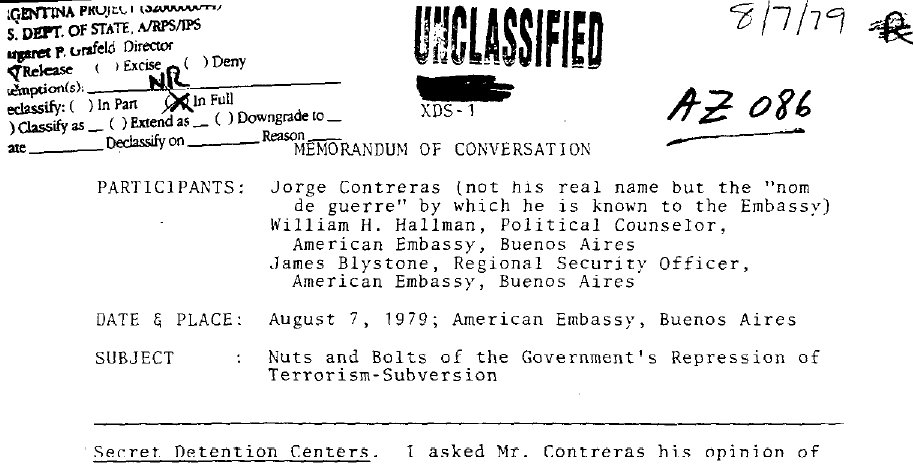
7 de agosto de 1979; embajada de EE. UU. en Argentina; memorando de la conversación con «Jorge Contreras», director del Grupo de Trabajo 7 de la «Reunión Central» de la «Unidad de Inteligencia del Ejército 601», que reunió a miembros de todos las cuerpos de las Fuerzas Armadas argentinas. Asunto: «Elementos de la represión del Gobierno del terrorismo-subversión. en el sitio web del National Security Archive. Según este último, la Junta Militar de Gobierno, dirigida por Jorge Rafael Videla, pensaba que contaba con la aprobación de Estados Unidos para sus asaltos a la izquierda en nombre de la doctrina de seguridad nacional. La Embajada de los EE. UU. en Buenos Aires, se quejó a Washington de que los funcionarios argentinos estaban «eufóricos» por las señales recibidas de los altos funcionarios de EE. UU., incluyendo el secretario de Estado Henry Kissinger.

El 1 de enero de 1968, se dispuso la creación del Batallón de Inteligencia Militar 601 (B Icia Mil 601).
El Batallón de Inteligencia 601 funcionaba en la Capital Federal y dependía en forma directa del Comando General del Ejército (Cdo Grl Ej) como formación de este, siendo el brazo ejecutor de la Jefatura II-Inteligencia del Estado Mayor General del Ejército (J II Icia-EMGE).
En octubre de 1975, el jefe del Estado Mayor General del Ejército (JEMGE) emitió la directiva 404/75, la cual definió las misiones del Batallón de Inteligencia 601 en la «lucha antisubversiva». La orden estableció al 601 como unidad receptora de las informaciones producidas por las unidades de inteligencia de los cuerpos de ejército, que habrían de reportar a través del canal técnico.
El B Icia 601 se encontraba en la jurisdicción de la Zona de Defensa 1 —I Cuerpo de Ejército—, operaba en apoyo al Comando de esta y tuvo un delegado en la Central de Reunión de Información del I Cuerpo. A su vez, actuaba en apoyo a la Zona de Defensa IV con una sección de inteligencia. Tenía destacamentos desplegados en toda la República Argentina. Su misión era realizar reunión de información, análisis y producción de inteligencia estratégica militar.
Constituyó un servicio de inteligencia militar del Ejército Argentino muy activo durante el último gobierno militar, particularmente durante la guerra de las Malvinas.
El 25 de diciembre de 1985, mediante el Boletín Reservado del Ejército 5082 se ordenó la disolución del Batallón de Inteligencia 601. Al día siguiente, se emitió el Boletín Reservado del Ejército 5141, el cual dispuso la creación de la Central de Reunión de Inteligencia Militar (CRIM) con asiento en la Guarnición Militar Campo de Mayo.

### Operaciones clandestinas en el exterior
El 601 participó en el «golpe de la cocaína» de 1980, de Luis García Meza Tejada en Bolivia, y formó a las unidades Contras en la base de Lepaterique (Honduras) en la década de 1980. Asimismo, los miembros elite de esta unidad entrenaron a los miembros de la formación hondureña Batallón 3-16. Después, el Batallón 601 realizó asistencia a terceros en Honduras y Guatemala para entrenar a los Contras nicaragüenses que, financiados por la CIA, peleaban contra los sandinistas.

### Regreso a la democracia
En 1983, tras el retorno a la democracia, Raúl Alfonsín redujo drásticamente a los miembros del 601 disolviéndolo y cesanteando a muchos de sus miembros (Sanchez Reisse, Pascual Guerrieri y otros), cambiando sus «misiones y funciones» (eliminó los agentes de calle); creando la CRIM (Central de Reunión de Inteligencia Militar), y también lo allanó porque de ahí se propalaban amenazas y conspiraciones contra su gobierno. Muchos de sus miembros huyeron de Argentina por temor a la justicia, y asesoraron a gobiernos de extrema derecha extranjeros que luchaban contra grupos revolucionarios comunistas en América Latina.

## Desclasificación de documentos
El 1 de enero de 2010 la presidenta Cristina Fernández de Kirchner ordenó la desclasificación de los documentos del Batallón 601. Los papeles presentados ante el juez federal Ariel Lijo contenían datos sobre 3952 civiles, desde profesores universitarios hasta celadores y 345 militares que trabajaron para el Batallón 601.